# نيكولا فوتشوروفيتش
نيكولا فوتشوروفيتش مواليد 17 مايو 1980 في نيكشيتش، جمهورية يوغوسلافيا الاشتراكية الاتحادية، هو لاعب كرة سلة مونتينيغري. بدأ مسيرته الاحترافية في سنة 2003. يلعب في الدوري المونتينيغري لكرة السلة.

## المسيرة الاحترافية
لعب مع راين ستارز كولن في موسم 2005–2006، ثم لعب مع نادي ريد ستار لكرة السلة في موسم 2006–2007، ثم لعب مع نادي إيجوكيا لكرة السلة في موسم 2007–2008، ثم لعب مع نادي بوسنا رويال لكرة السلة من سنة 2008 إلى 2010.

## روابط خارجية
- نيكولا فوتشوروفيتش على موقع الاتحاد الدولي لكرة السلة (الإنجليزية)
- نيكولا فوتشوروفيتش على موقع الدوري الأوروبي لكرة السلة (الإنجليزية)
- نيكولا فوتشوروفيتش على موقع كرة السلة الأوروبية.كوم (الإنجليزية)
- نيكولا فوتشوروفيتش على موقع DraftExpress.com (الإنجليزية)
- نيكولا فوتشوروفيتش على موقع ريلجم (الإنجليزية)
- نيكولا فوتشوروفيتش على موقع بروبوليرز (الإنجليزية)
- نيكولا فوتشوروفيتش على موقع سبورتس رفرنس (الإنجليزية)